# Sokhumi
Sokhumi (სოხუმი) – gruziński okręt patrolowy Straży Wybrzeża, tureckiego typu KAAN 33, zbudowany w 2008 roku w Turcji. Jedyny okręt tego typu w służbie gruzińskiej. Nosi numer burtowy P-24.

## Zamówienie i budowa
Okręt został zbudowany dla Gruzji w 2008 roku tureckiej stoczni Yonca-Onuk JV w Stambule. Należał do zmodyfikowanego typu KAAN 33, według którego zbudowano wcześniej począwszy od 2004 roku 15 okrętów dla tureckiej Straży Wybrzeża (SG 301 do 315). Był jedyną jednostką tego typu w służbie Gruzji.

## Opis
Wyporność pełna wynosiła 115 ton. Długość wynosiła 35,6 m, szerokość 6,7 m, a zanurzenie 1,4 m. Kadłub zbudowany został z zaawansowanych materiałów kompozytowych. Załogę stanowi 14 osób, w tym 6 oficerów.
Siłownię stanowią dwa silniki wysokoprężne MTU 12V 4000 M90 o łącznej mocy 7396 KM. Okręt napędzają dwa pędniki wodnoodrzutowe MJP 753 DD. Prędkość maksymalna wynosiła 45 węzłów. Zasięg wynosił 450 Mm przy prędkości 14 w.
Uzbrojenie stałe stanowił tylko jeden karabin maszynowy kalibru 12,7 mm na stabilizowanym stanowisku na dziobie. 
Wyposażenie obejmowało radar nawigacyjny Furuno FR-2127 działający w paśmie I.

## Służba
Okręt wszedł do służby w Straży Wybrzeża Grecji w połowie 2008 roku. Otrzymał nazwę od miasta Suchumi (gruz. სოხუმი), zapisywaną w zlatynizowanej wersji jako „Sokhumi”, oraz numer burtowy P-24. Okręt przetrwał wojnę rosyjsko-gruzińską w sierpniu 2008 roku (brak jest informacji, czy brał udział w działaniach morskich, w tym potyczce z rosyjskimi okrętami 10 sierpnia).
„Sokhumi” kontynuował dalej służbę w Straży Wybrzeża, będąc jedną z najbardziej wartościowych i największych jej jednostek, a także najszybszą do chwili dostawy kutra „Poti” (P-108) tureckiego typu KAAN 20 w 2010 roku. W kwietniu 2011 i kwietniu 2013 roku reprezentował Gruzję w rejsach międzynarodowego zespołu okrętów na Morzu Czarnym BLACKSEAFOR